# Eledonella pygmaea
Eledonella pygmaea är en bläckfiskart som beskrevs av Addison Emery Verrill 1884. Eledonella pygmaea ingår i släktet Eledonella och familjen Bolitaenidae. Inga underarter finns listade i Catalogue of Life.